# Mareil-en-Champagne
Mareil-en-Champagne – miejscowość i gmina we Francji, w regionie Kraj Loary, w departamencie Sarthe.
Według danych na rok 1990 gminę zamieszkiwało 220 osób, a gęstość zaludnienia wynosiła 28 osób/km² (wśród 1504 gmin Kraju Loary, Mareil-en-Champagne plasuje się na 1043. miejscu pod względem liczby ludności, natomiast pod względem powierzchni na miejscu 1091.).